# 스테인드글라스

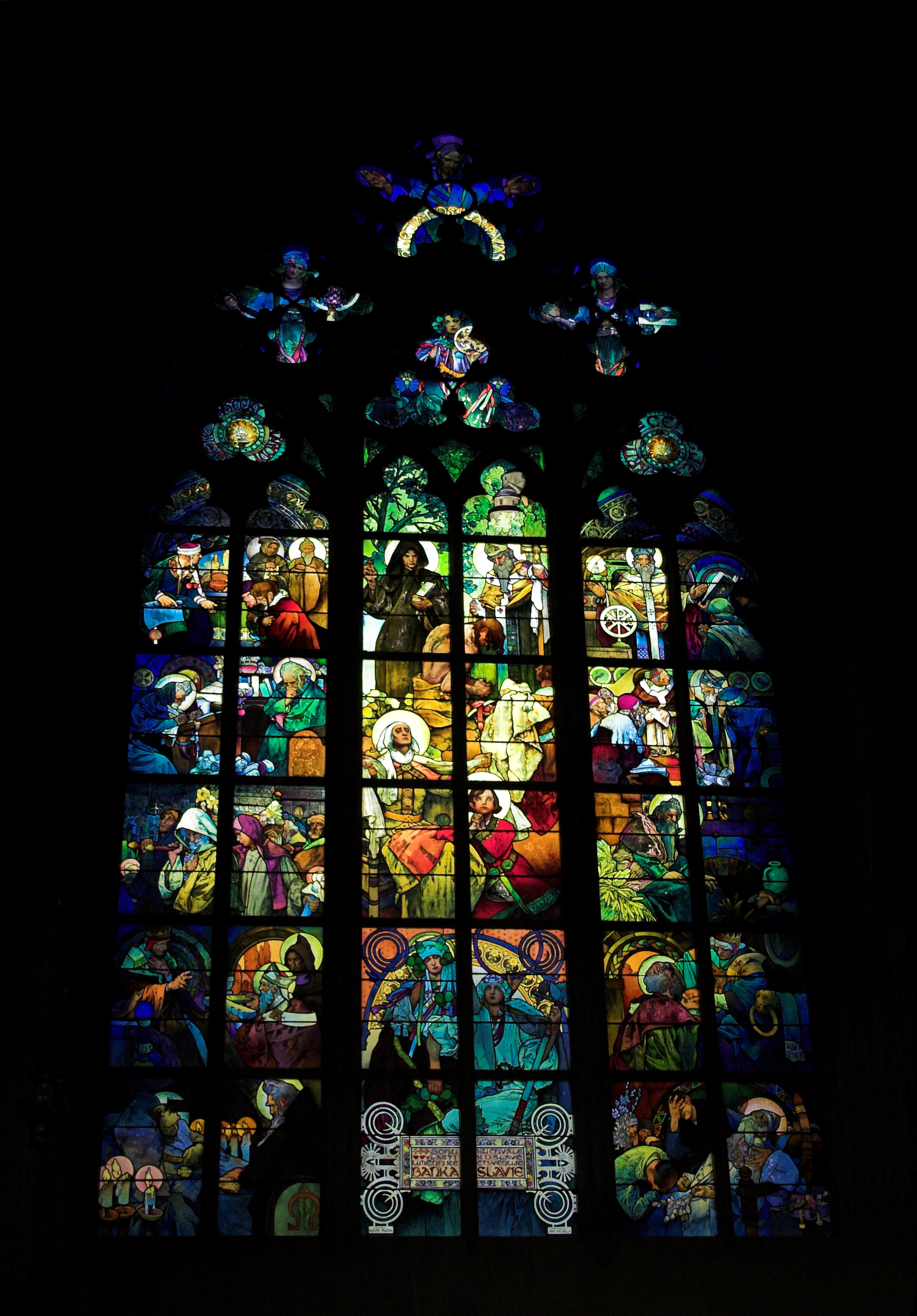
성 비투스 성당에 설치된 알폰스 무하의 스테인드글라스

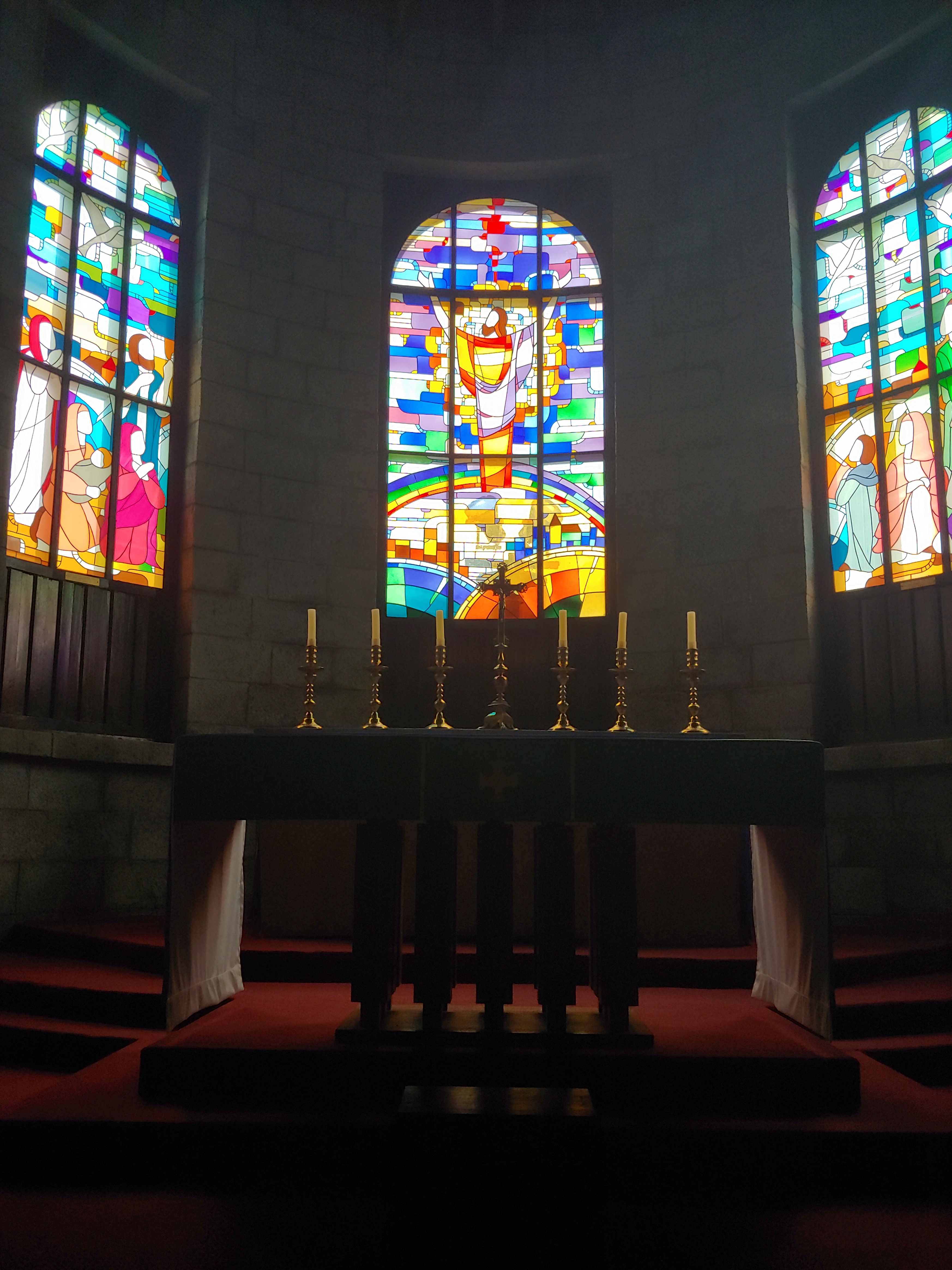
성공회 내동교회 대성전의 스테인드글래스. 사제가 감사성찬례를 집전하는 제대 뒤에 있다.

스테인드글라스(stained glass) 또는 색유리창은 금속산화물이나 안료를 이용하여 구운 색판 유리조각을 접합하여 만든 유리공예로 주로 유리창에 쓰인다. 이 색유리창은 7세기경 중동 지역에서 비롯되었으며 11~12세기경 유럽의 기독교문화 지역에 들어와 교회건축의 필수 예술작품으로 자리잡았다. 고딕 건축으로 인하여 벽이 좀더 얇아지고 창문 크기가 커지면서 어두운 성당 내부에 색색의 빛을 비출 목적으로 더 중요한 역할을 맡게 되었다.
각종 색유리를 표현의 내용이나 형식에 맞추어 알맞게 절단하고, 그것들을 납의 가는 레일로 접합하고 용접해서 그림무늬의 판(板)으로 한 것이다. 필요에 따라서는 금속틀 또는 그 외에 끼워넣고 창에 부착시킨다. 스테인드글라스는 이른바 빛의 예술이다. 어두운 실내에서 색채가 선명한 유리를 통하여 밝은 외광(外光)이 투사되면 빛나는 듯한 효과가 얻어진다.  옛 로마시대에도 있었던 듯하지만 유럽 중세의 성당건축과 연결되어 발달하였다. 로마네스크 시대에 약간의 작례(作例)가 남아 있는데 고딕시대가 되자 고장(高壯)한 공간을 가진 고딕건축의 구조 그 자체가 필연적으로 유리창의 예술로서 스테인드글라스의 발달을 촉진하였다. 15~16세기 이후 쇠퇴로 향한 스테인드글라스는 현대예술에서 또다시 새로운 건축장식으로서 재생의 기운을 보이고, 루오, 마티스, 마네시에 등이 이에 착수하였다.

## 같이 보기
- 플로트 유리
- 베네치아 유리
- 창 (건축)